# Mr. Robot
Mr. Robot är en amerikansk TV-serie, som började visas den 24 juni 2015 i USA på tv-kanalen USA Network. Serien är skapad av Sam Esmail, och medverkande skådespelare är Rami Malek, Christian Slater, Portia Doubleday, och Martin Wallström. Första avsnittet är regisserat av Niels Arden Oplev.

## Handling
Mr. Robot handlar om Elliot, en IT-Säkerhetstekniker med social fobi och dystymi, som blir rekryterad av en hackergrupp. [källa behövs]

## Rollista (i urval)
| Rami Malek             | – Elliot Alderson          |
| Carly Chaikin          | – Darlene Alderson         |
| Portia Doubleday       | – Angela Moss              |
| Gloria Reuben          | – Krista Gordon            |
| Christian Slater       | – Mr. Robot                |
| Martin Wallström       | – Tyrell Wellick           |
| BD Wong                | – Zhi "Whiterose" Zhang    |
| Michael Cristofer      | – Phillip Price            |
| Grace Gummer           | – Dominique "Dom" Dipierro |
| Joey Badass            | – Leon                     |
| Michel Gill            | – Gideon Goddard           |
| Elliot Villar          | – Fernando Vera            |
| Bruce Altman           | – Terry Colby              |
| Ben Rappaport          | – Ollie Parker             |
| Aaron Takahashi        | – Lloyd Chung              |
| Ron Cephas Jones       | – Leslie Romero            |
| Azhar Khan             | – Sunil "Mobley" Markesh   |
| Sunita Mani            | – Trenton                  |
| Bobby Cannavale        | – Irving                   |
| Brian Stokes Mitchell  | – Scott Knowles            |
| Ashlie Atkinson        | – Janice                   |
| Vaishnavi Sharma       | – Magda Alderson           |
| Jing Xu                | – Wang Shu                 |
| Michael Drayer         | – Francis "Cisco" Shaw     |
| Stephanie Corneliussen | – Joanna Wellick           |
| Jeremy Holms           | – Mr. Sutherland           |
| Frankie Shaw           | – Shayla Nico              |
| Michele Hicks          | – Sharon Knowles           |
| Sandrine Holt          | – Susan Jacobs             |